# Шаторня
Шаторня (хорв. Šatornja) — населений пункт у Хорватії, в Сисацько-Мославинській жупанії у складі міста Глина.

## Населення
Населення за даними перепису 2011 року становило 176 осіб.
Динаміка чисельності населення поселення:

## Клімат
Середня річна температура становить 10,73 °C, середня максимальна – 25,53 °C, а середня мінімальна – -6,49 °C. Середня річна кількість опадів – 1040 мм.
| Клімат поселення                              | Клімат поселення | Клімат поселення | Клімат поселення | Клімат поселення | Клімат поселення | Клімат поселення | Клімат поселення | Клімат поселення | Клімат поселення | Клімат поселення | Клімат поселення | Клімат поселення | Клімат поселення |
| Показник                                      | Січ.             | Лют.             | Бер.             | Квіт.            | Трав.            | Черв.            | Лип.             | Серп.            | Вер.             | Жовт.            | Лист.            | Груд.            |                  |
| Середній максимум, °C                         | 7,00             | 9,03             | 13,58            | 17,83            | 22,36            | 25,53            | 24,80            | 24,02            | 20,56            | 15,57            | 9,57             | 5,52             |                  |
| Середня температура, °C                       | 0,24             | 2,28             | 6,84             | 11,08            | 15,62            | 18,78            | 20,45            | 19,67            | 16,20            | 11,22            | 5,22             | 1,17             |                  |
| Середній мінімум, °C                          | −6,49            | −4,47            | 0,09             | 4,36             | 8,87             | 12,04            | 16,09            | 15,32            | 11,84            | 6,88             | 0,86             | −3,19            |                  |
| Норма опадів, мм                              | 64               | 63               | 73               | 86               | 89               | 97               | 91               | 92               | 97               | 100              | 106              | 82               |                  |
| Середньомісячна швидкість вітру, м/с          | 1.60             | 1.80             | 2.20             | 2.10             | 1.90             | 1.70             | 1.70             | 1.57             | 1.50             | 1.60             | 1.70             | 1.70             |                  |
| Середньомісячна сонячна радіація, кДж/м²·день | 4279             | 6998             | 10608            | 15112            | 19302            | 21355            | 22557            | 19528            | 14357            | 8951             | 4732             | 3489             |                  |
| --------------------------------------------- | ---------------- | ---------------- | ---------------- | ---------------- | ---------------- | ---------------- | ---------------- | ---------------- | ---------------- | ---------------- | ---------------- | ---------------- | ---------------- |
| Джерело:                                      |                  |                  |                  |                  |                  |                  |                  |                  |                  |                  |                  |                  |                  |